# Pápai tized
A pápai tized a keresztes háborúk idején, azok költségeinek fedezésére szedett adó volt a római katolikus egyházban. Az adó beszedésére a pápa alkalmi adószedőket küldött ki Európa országaiba. III. Ince pápa vetette ki először 1199-ben, ekkor kötelezte a papságot és a szerzetesrendeket, hogy jövedelmük negyvened részét áldozzák a hadjárat költségeire. Később mértéke huszadrészre, majd tizedrészre emelkedett és egy ideig rendszeresen beszedték.
A reformáció idején egyik oka volt az egyház elleni felháborodásnak.